# 蒙希拉加什
蒙希拉加什（法語：Monchy-Lagache，法語發音：[mɔ̃ʃi laɡaʃ]）是法国上法蘭西大區索姆省的一个市镇，属于佩罗讷区。

## 地理
蒙希拉加什（49°51'6"N, 3°2'41"E）面积15.44 平方千米，位于法国上法蘭西大區索姆省，该省份为法国北部沿海省份，北起加来海峡省和北部省，西接滨海塞纳省和大西洋英吉利海峡，南至瓦兹省，东临埃纳省。
与蒙希拉加什接壤的市镇（或旧市镇、城区）包括：朗希、德维斯、埃斯特雷-蒙斯、基维耶尔、泰尔特里、弗赖涅昂韦尔芒杜瓦。
蒙希拉加什的时区为UTC+01:00、UTC+02:00（夏令时）。

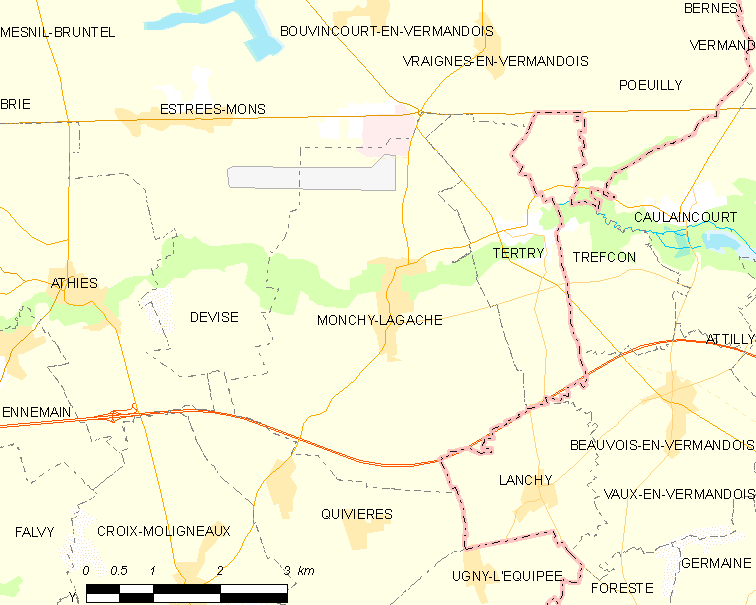
蒙希拉加什的OSM定位图

## 行政
蒙希拉加什的邮政编码为80200，INSEE市镇编码为80555。

## 政治
蒙希拉加什所属的省级选区为阿姆县。

## 人口

1962-2008年间蒙希拉加什人口变化图示

蒙希拉加什于2022年1月1日时的人口数量为574人。